# Clara López Obregón
Clara Eugenia López Obregón (sinh ngày 12 tháng 4 năm 1950) là một chính trị gia người Colombia hiện đang là Bộ trưởng Bộ Lao động. Cô từng là Thị trưởng của Bogotá từ năm 2011 đến 2012. Cô là một nhà kinh tế được đào tạo tại Harvard, và là ứng cử viên của đảng Dân chủ thay thế cho Tổng thống Colombia trong cuộc bầu cử năm 2014.
López cũng là một luật sư được đào tạo tại Đại học Los Andes với bằng tiến sĩ của Đại học Salamanca, và từng là Tổng kiểm toán thứ sáu của Colombia từ 2003 đến 2005.

## Cuộc đời
López sinh ngày 12 tháng 4 năm 1950 tại Bogotá, Colombia, cha cô là Álvaro López Holguín (cháu nội của Alfonso López Pumarejo) và mẹ bà là Cecilia Obregón Rocha. (anh em họ của họa sĩ Alejandro Obregón Roses)
Cô đã theo học tại trường Colegio Nueva Granada ở Bogotá, nhưng sau đó chuyển đến sống ở McLean, Virginia, Hoa Kỳ, nơi cô theo học trường Madeira, một trường nội trú dự bị có uy tín dành cho nữ sinh. Sau khi tốt nghiệp trung học năm 1968, cô theo học Đại học Harvard nơi cô trở thành người tham gia tích cực vào phong trào sinh viên phản đối sự can dự của Hoa Kỳ vào Chiến tranh Việt Nam. Cô tốt nghiệp với bằng A.B. magna cum laude vào tháng 6 năm 1972.
Cô đã kết hôn vào ngày 13 tháng 9 năm 1980 tại Tenjo, Cundinamarca với Edmond Jacques Courtois Miller, một chủ ngân hàng người Canada giàu có mà cô gặp khi còn học ở Harvard, nhưng sau đó họ đã ly dị sau khi Courtois bị buộc tội và nhận tội giao dịch nội gián ở New York năm 1983, đã bán hàng thông tin mật trong khi làm Phó chủ tịch của Bộ phận mua bán và sáp nhập của Morgan Stanley từ năm 1974 đến 1977. Sau đó, cô đã tái hôn với Carlos Romero Jiménez, người mà cô đã gặp trong khi cả hai cùng phục vụ trong Hội đồng thành phố Bogotá. Cô ấy không có con.

## Liên kết mở rộng
- Biography by CIDOB Lưu trữ ngày 6 tháng 6 năm 2014 tại Wayback Machine